# MAPK6
MAPK6 («митоген-активируемая белковая киназа 6»; англ. mitogen-activated protein kinase 6; p97MAPK; ERK3) — цитозольная серин/треониновая протеинкиназа, семейства MAPK группы ERK, продукт гена MAPK6.

## Ген
У человека ген MAPK6 расположен на 15-й хромосоме (15q21.2). Длина гена 47,01 килобаз, содержит 6 экзонов, причём инициаторный кодон локализован во 2-м экзоне.

## Структура
MAPK6 состоит из 721 аминокислоты, молекулярная масса 82,7 кДа, молекулярная масса транслируемой молекулы — около 100 кДа. Описана единственная изоформа белка. Содержит атипический киназный домен на N-конце белка и крупный C-конец. Первые 150 аминокислотных остатков белка на 50 % похожи на таковой у MAPK4/ERK4. Киназный домен имеет 70 % сходства с MAPK4. Активационная петля мотива фосфорилирования содержит единственный акцепторный участок фосфорилирования (серин-глутаминовая кислота-глицин).

## Функция
MAPK6, или ERK3, — атипический фермент семейства MAPK из группы киназ, регулируемых внеклеточными сигналами (ERK). Фосфорилирует белки MAP2 и MAPKAPK5. Точная роль комплекса MAPK6 с MAPKAPK5 не ясна, но известно, что образование комплекса сопровождается сложным процессом фосфорилирования: MAPK6 фосфорилируется по положению серин-189 и затем опосредует фосфорилирование и активацию MAPKAPK5, который, в свою очередь, далее фосфорилирует MAPK6. Возможно, киназа стимулирует вход клетки в клеточный цикл.

## Экспрессия
Киназа ERK3/MAPK6 широко представлена во многих тканях, однако значительно более высокий уровень экспрессии наблюдается в скелетных мышцах и мозге. Белок локализован в цитоплазме и ядре, но характеризуется коротким времени жизни: менее 1 ч. Деградируется убиквитином с последующим распадом в протеасоме.

## Роль в онкологических заболеваниях
ERK3/MAPK6 взаимодействует с фосфорилированным ко-рецептором NCOA3/SRC-3, онкогенным белком, вызывающим при высокой экспрессии рак. После фосфорилирования NCOA3 вызывает повышение активности матриксных металлопротеиназ (MMP), причём фосфорилирование по серину-857, вызванному киназой MAPK6, является ключевым для взаимодействия NCOA3/SRC-3 с транскрипционным фактором PEA3, который повышает экспрессию MMP и приводит к проинвазивной клеточной активности.